# Viktor Karlovič Štember

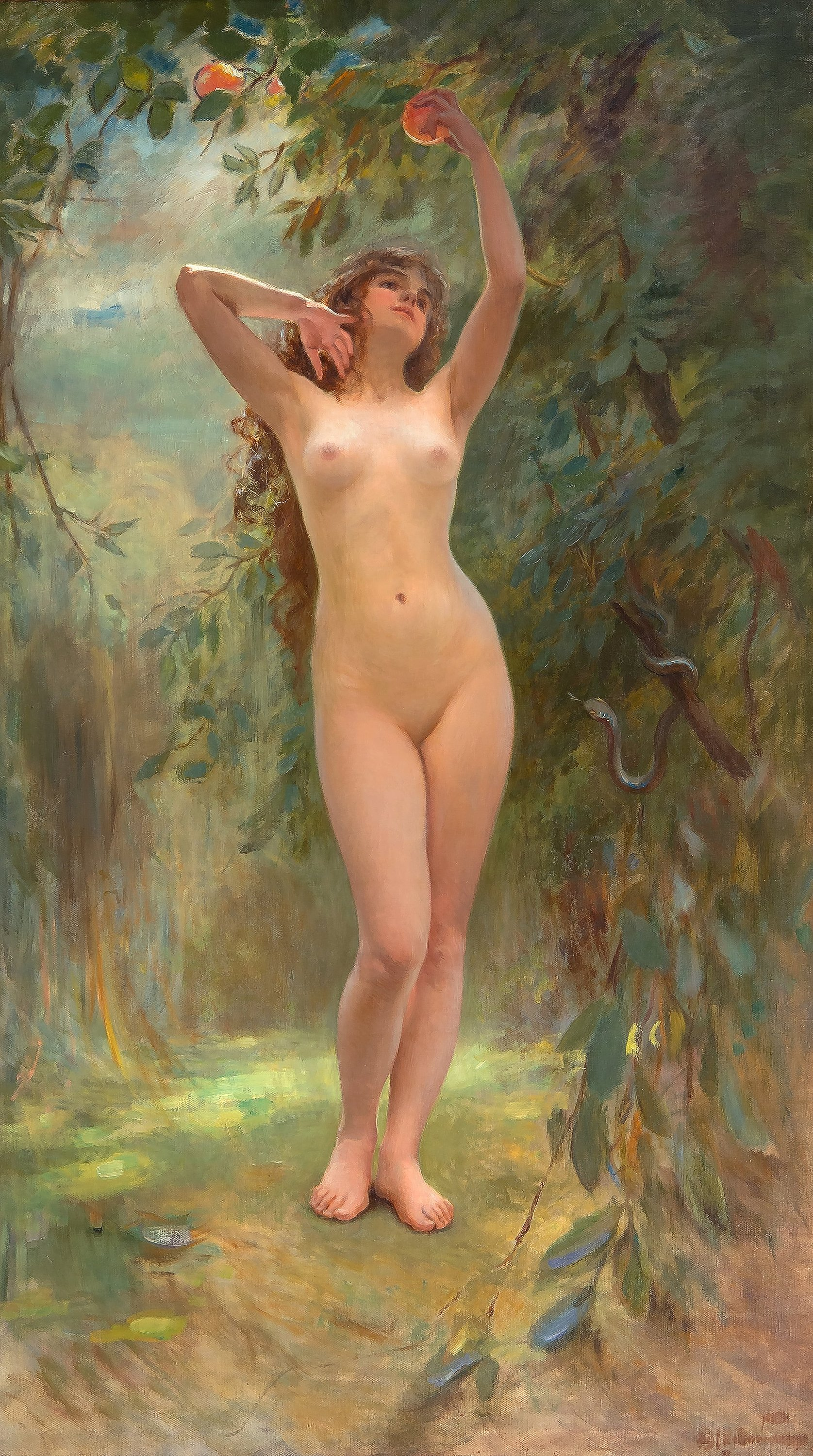
Eva, ante 1921

Viktor Karlovič Štember, o Štemberg (in russo Виктор Карлович Штембер?; in francese: Victor Karlovitch Chtemberg; Mosca, 1863 – Russia, 11 gennaio 1921), è stato un pittore russo. Dipinse ritratti, paesaggi e nudi femminili nello stile accademico dei Saloni parigini.

## Biografia
Egli nacque nel 1863 a Mosca da una famiglia di prussiani borghesi che si erano russificati. Egli ricevette la sua educazione primaria presso la scuola reale della chiesa luterana di San Michele a Mosca (1879-1881).
Tra il 1881 e il 1883 studiò all'Accademia imperiale delle arti, poi alla scuola di pittura, scultura e architettura di Mosca tra il 1884 e il 1885, presso Evgenij Semënovič Sorokin e Vladimir Egorovič Makovskij. Dal 1885 al 1887 studiò all'estero all'accademia Julian di Parigi, presso William-Adolphe Bouguereau e Antoine Robert-Fleury.
A Parigi conobbe la cantante d'opera Nadežda Dmitrievna Georgievskaja, che in seguito avrebbe sposato e con la quale ebbe cinque figli: Ksenija (morta all'età di cinque anni), Nadežda, Nikolaj, Natal'ja e Sonja.
Dal 1887, Štember prese parte alle mostre del Salone di Parigi, all'associazione delle mostre d'arte degli Ambulanti, alla Società degli artisti Archip Ivanovič Kuindži, alla Società degli amanti dell'arte di Mosca, alla Società degli artisti di San Pietroburgo e altro. La famiglia si trasferì poi a Mosca e nei primi anni 1890 insegnò nella sua scuola di disegno, aperta insieme a Leonid Osipovič Pasternak. A metà degli anni 1910, creò dei dipinti murali per la sala di marmo della casa principale della tenuta di Serednikovo, vicino a Mosca.
Tra il 1913 e il 1914, Štember organizzò una mostra personale a San Pietroburgo, dove visse dal 1908 al 1920. Dopo la rivoluzione d'ottobre dipinse dei ritratti di rivoluzionari e membri del partito, oltre a lavorare ai ritratti di Vladimir Il'ič Lenin. Morì l'11 gennaio 1921, forse a Vladikavkaz, e venne sepolto a Nachičevan'-na-Donu (una località fondata dagli armeni che in seguito venne inglobata da Rostov sul Don).

## Opere
Le opere dell'artista si trovano in varie collezioni museali, come la galleria statale Tret'jakov, il museo statale russo, dei musei a Lipeck, Nižnij Novgorod e altre gallerie d'arte o collezioni private.

## Galleria d'immagini

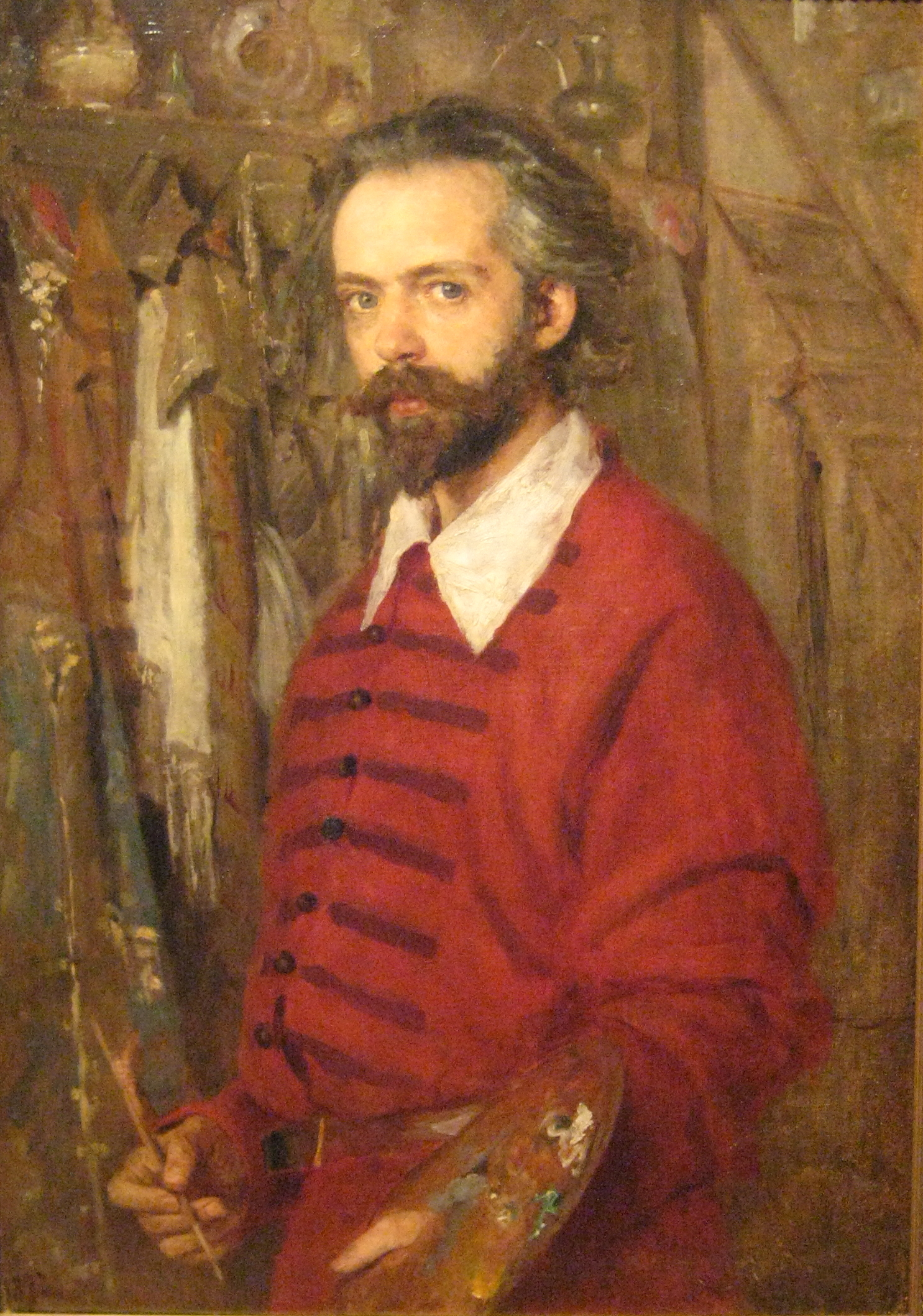
Ritratto di Nikolaj Sergeevič Matveev, 1892
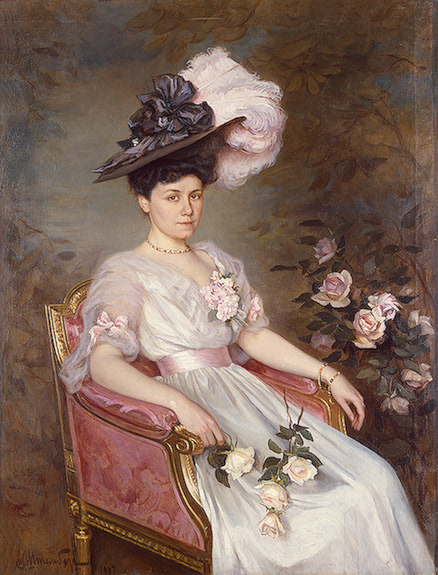
Ritratto di Sof'ja Michajlovna Raevskaja, 1907
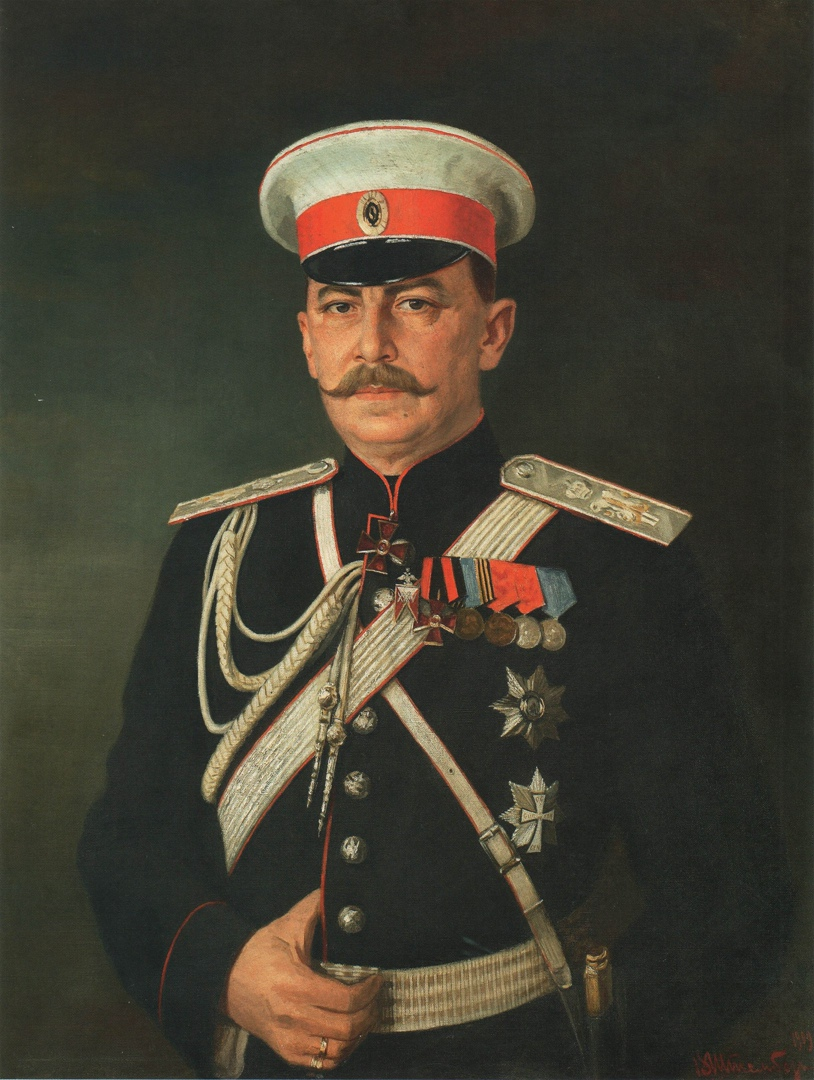
Ritratto del principe Feliks Feliksovič Jusupov, conte Sumarokov-Ėl'ston, 1909